# Roncà
Roncà (Roncà in veneto) è un comune italiano di 3 740 abitanti della provincia di Verona in Veneto. Fa parte dell'area del Parco della Lessinia e dell'associazione città del vino.

## Geografia fisica
Roncà dista circa 36 chilometri da Verona. Rispetto al capoluogo è in posizione est. Confina con la provincia di Vicenza e fa parte della sua diocesi.

## Etimologia
L'origine del nome pare derivi dal latino runco o runcare ovvero "disboscare", "rendere coltivabili terre incolte".
I suoi abitanti si chiamano roncadesi.

## Storia
La testimonianza della presenza di antichi insediamenti sul territorio di Roncà, è stata decisa dal ritrovamento di preistorici attrezzi da lavoro sul monte Calvarina, che sono, a tutt'oggi, conservati nel Museo francescano di Chiampo e dal ritrovamento di una lapide di copertura di un sarcofago romano, che è, attualmente, la copertura della tomba-monumento ai Caduti della Libertà.
Il periodo medioevale fu piuttosto travagliato. La storia del paese di Roncà ha inizio il 20 gennaio del 1300, durante il dominio di Alberto della Scala, il quale stabilì patti con un gruppo cimbro: si poteva coltivare il terreno gratuitamente con il solo obbligo di versare alla fine di ogni anno 20 soldi ed un agnello allo stesso Alberto della Scala. La Serenissima ebbe il pregio di regolamentare le varie colture (la tipica uva Durella era già conosciuta allora con il termine "Durasena"), di bonificare molti terreni, di canalizzare i corsi d'acqua con la possibilità di irrigare oltre all'uva tipica, anche olivi e colture erbacee come il frumento, la segale, il sorgo ed il mais. Tra il 1600 e il 1700, le pestilenze descritte anche dal Manzoni nel suo famoso romanzo I Promessi Sposi e la carestia colpirono in maniera devastante la popolazione roncadese sino a ridurla a poche centinaia di persone.

## Monumenti e luoghi d'interesse

### Architetture religiose
- Chiesa di Santa Margherita in Costalberto - XIV secolo

La chiesa più antica che pare sia del 1300, un periodo che coincide con la presenza dei Cimbri.
- Oratorio dei Santi Domenico di Guzman e Zeno in località Chiesuola - XVIII secolo
- Chiesa parrocchiale di Terrossa dedicata a santa Maria Maddalena - XIX secolo
- Chiesa parrocchiale di Brenton dedicata a San Pietro - XIX secolo
- Chiesa parrocchiale di Roncà dedicata a Santa Maria Annunziata - XIX secolo
- Chiesa parrocchiale di Santa Margherita - XX secolo
- Oratorio del Redentore al Monte Calvarina - XX secolo
- Cappella di Maria Ausiliatrice ai Motti Rossi - XX secolo

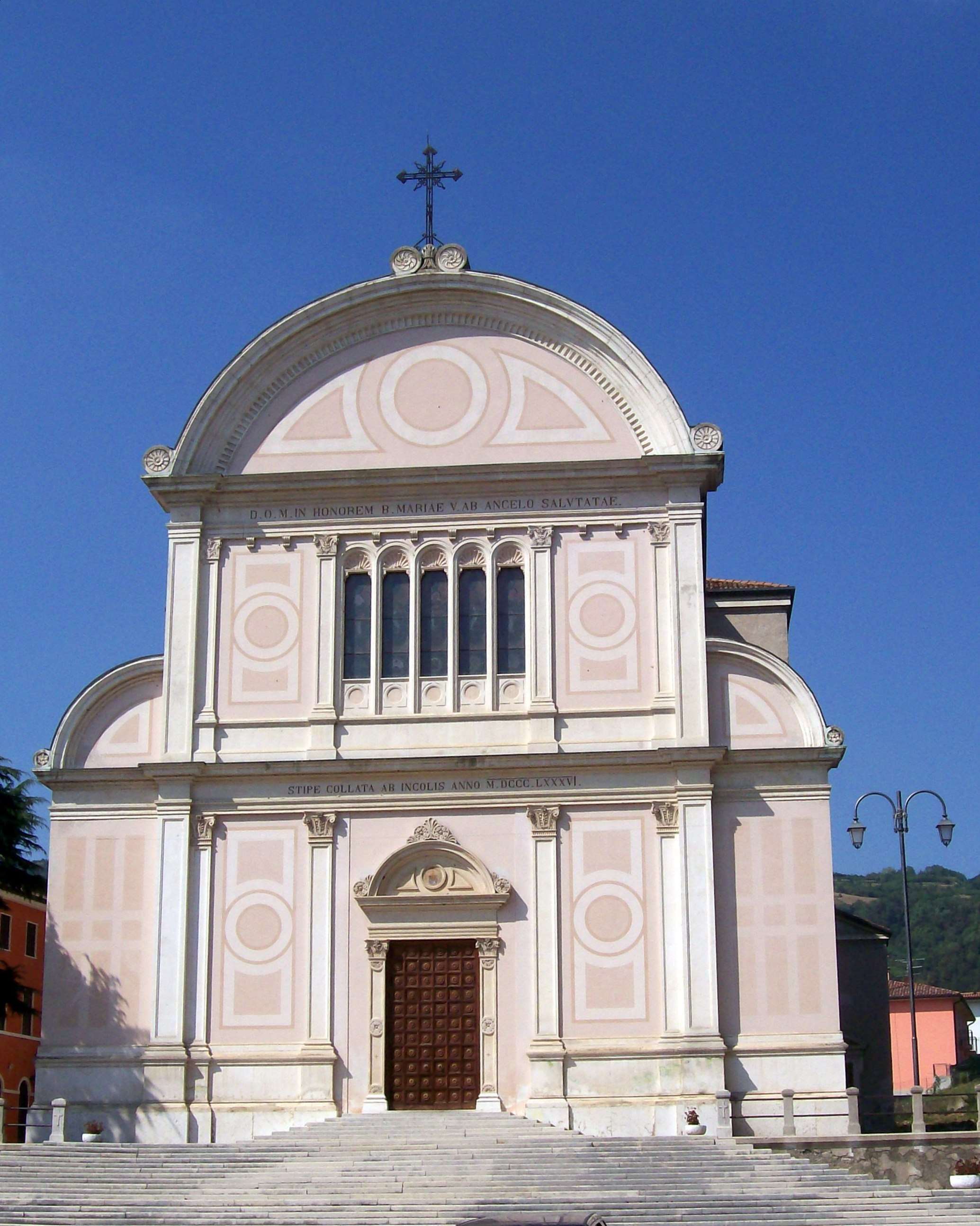
Chiesa parrocchiale di Santa Maria Annunziata in Roncà.
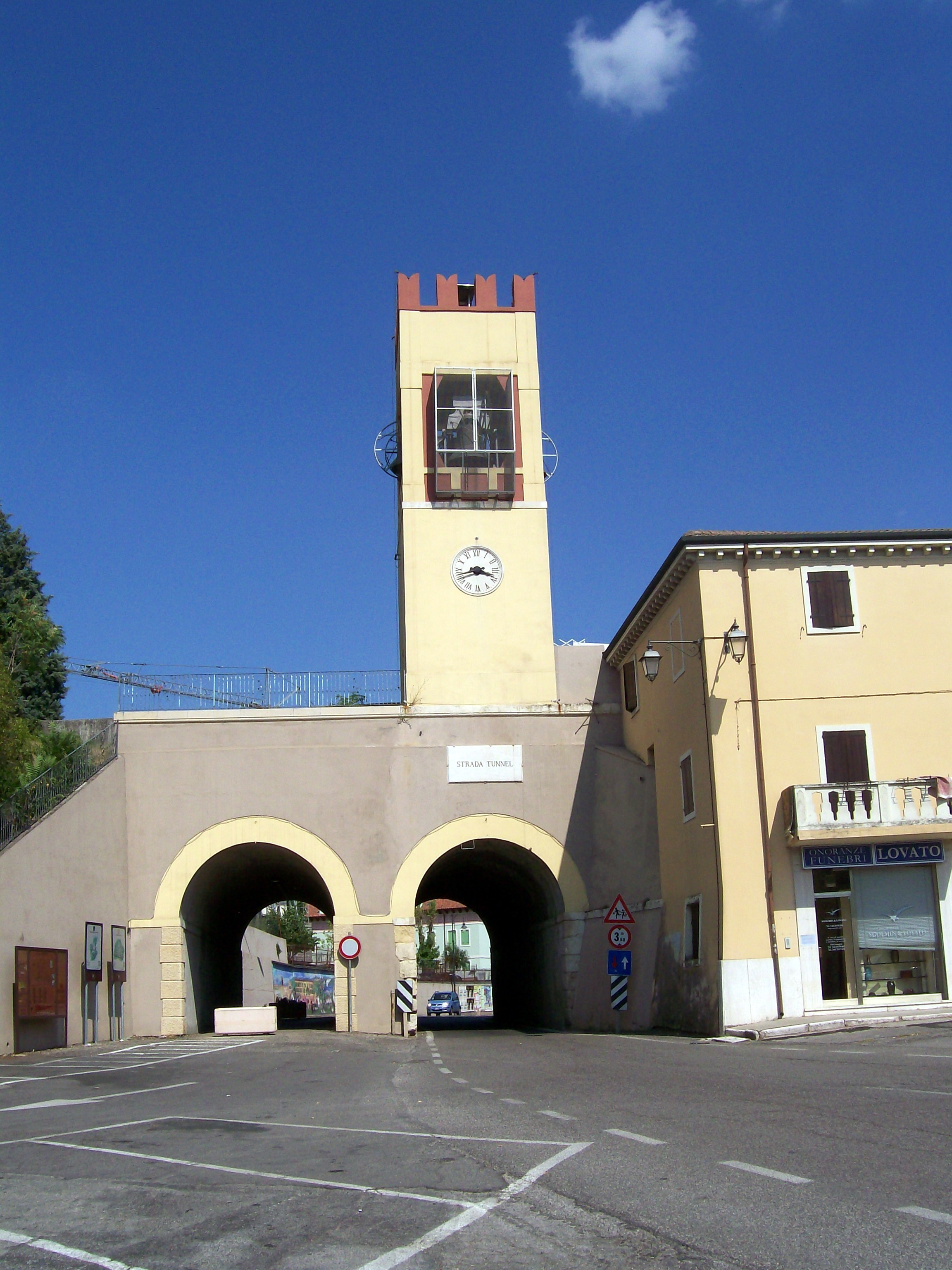
Campanile della chiesa parrocchiale di Santa Maria Annunziata.
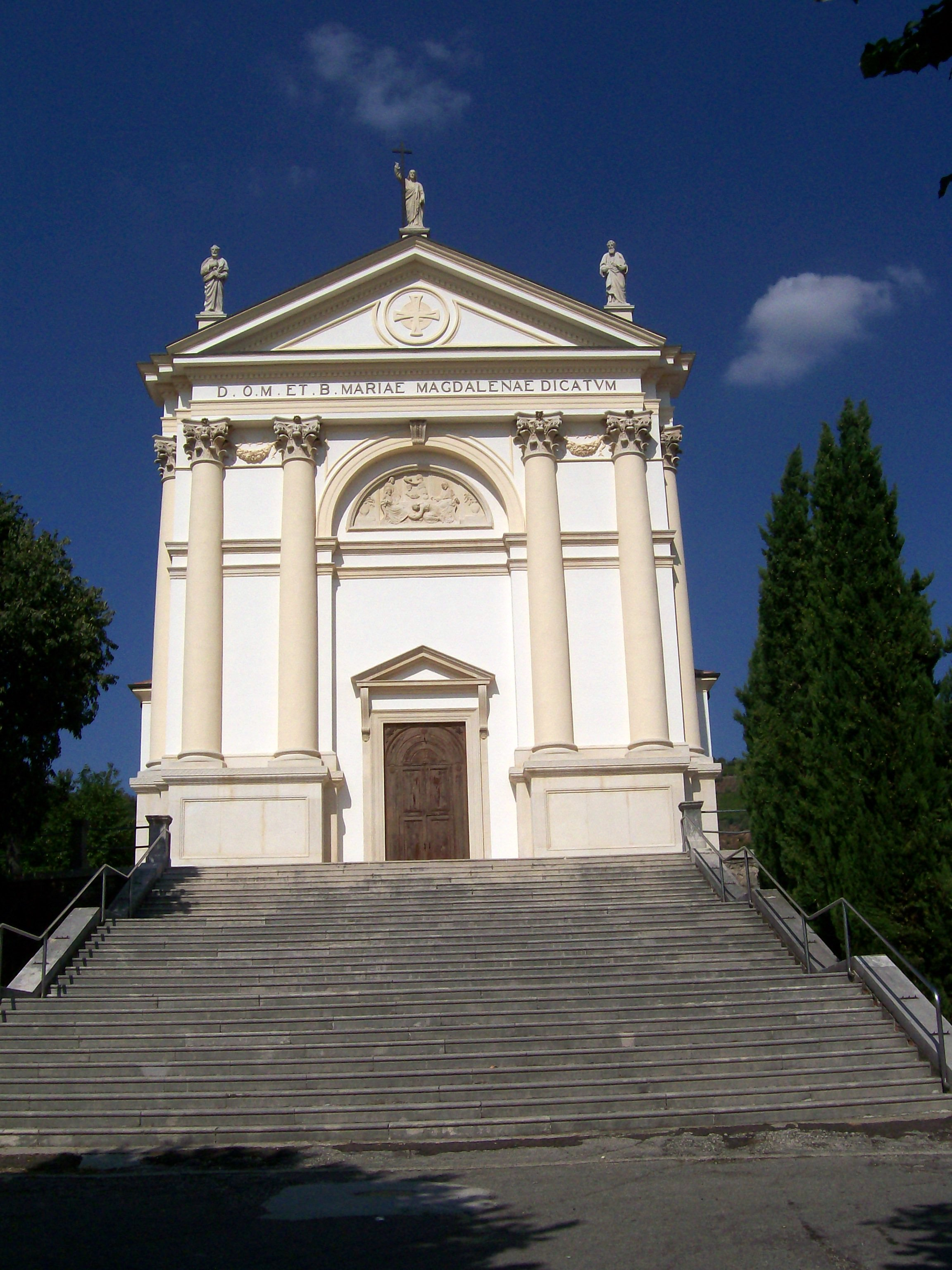
Chiesa parrocchiale di Santa Maria Maddalena in Terrossa di Roncà.
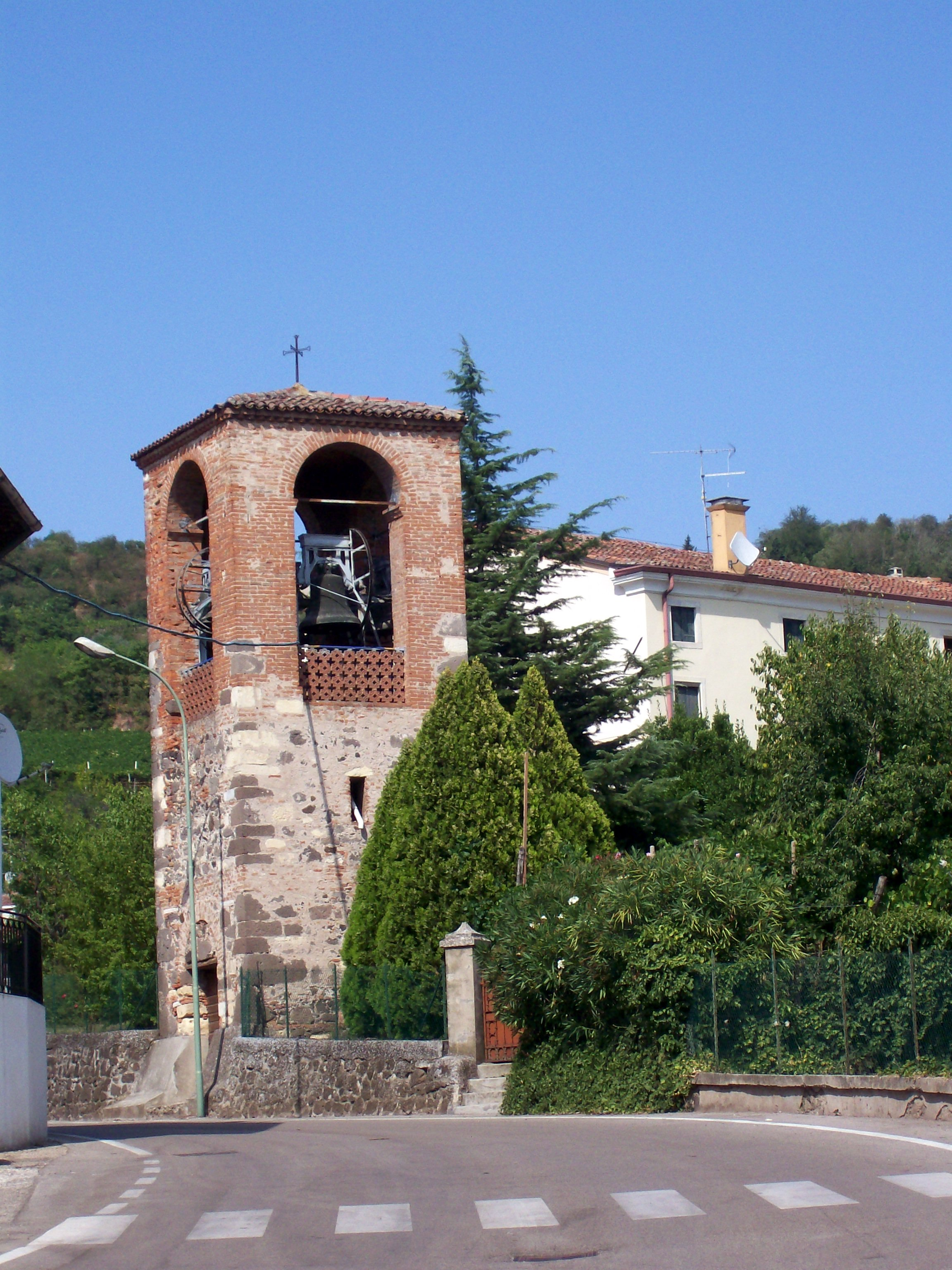
Campanile della chiesa parrocchiale di Terrossa di Roncà.

### Ville
Sul territorio di Roncà, vi è la presenza di antiche ville rurali.
La maggior parte di queste è stata recentemente restaurata.
Le più antiche sono la Pastoria, corte Cavaggioni, villa Pompei e villa Meneguzzi.

## Società

### Evoluzione demografica
Abitanti censiti

## Cultura
- Museo dei Fossili

Nel museo sono conservati i fossili rinvenuti nel territorio di Roncà sul Monte Duello e nella cellula fossilifera detta "Strati di Roncà", distribuiti lungo un percorso che descrive lo stato dei luoghi in quella lontana epoca.

### Gli appuntamenti
- Carnevale dei ragazzi

La seconda domenica di febbraio
- Vini Vulcani - Festa del vino Durello e Soave D.O.C.

Nella terza domenica di maggio con chioschi di degustazione dei vini locali.
- Sagra della Madonna del Carmine
- Sagra di S. Margherita

Il 20 luglio (qualsiasi sia il giorno settimanale) di ogni anno si tiene l'annuale sagra di S. Margherita nella omonima frazione.
- Sagra di S. Maria Maddalena e Antico Palio dei Mussi - (nella frazione di Terrossa)

A Terrossa il quarto fine settimana di luglio, con il sabato la serata gastronomica "veci magnari, veci mestieri e vin bon" e la domenica pomeriggio con la rievocazione storica dell'Antico Palio dei Mussi - Terrossa.
- Sagra di San Pietro e Paolo

L'ultimo fine settimana di giugno, in località Brenton, con gare sportive di corse a cavallo o bici cross, lungo i suggestivi sentieri di collina.
- Sopressa e Durello in festa con panbiscotto

Il quarto fine settimana di agosto, con degustazione della tradizionale soppressa di Brenton, vino Durello e pane biscotto, in Contrada Roncolati a Brenton.

## Economia
L'economia è basata principalmente sull'agricoltura ed, in particolar modo, sulla vite.
Il vino Durello, riconosciuto D.O.C. nel 1987, ricavato dal vitigno Durella è un prodotto tipico di Roncà insieme al vino Soave prodotto con l'uva garganega.
Ottima anche la produzione cereasicola.
Di recente, si sta aumentando la coltivazione anche dell'olivo.
Altra produzione locale sono le Sopresse di Brenton e il formaggio Monte Veronese D.O.P..
La presenza di tante piccole aziende e di ditte a conduzione familiare, consentono alla maggior parte degli abitanti di poter lavorare nel paese di residenza limitando così il fenomeno del pendolarismo.

## Infrastrutture e trasporti
Fra il 1928 e il 1956 il paese ospitò una fermata della tranvia San Bonifacio-San Giovanni Ilarione, la quale faceva parte di un insieme di tranvie elettriche che caratterizzarono la provincia veronese e rappresentò un importante strumento di crescita per la valle dell'Alpone.

## Amministrazione
| Periodo     | Periodo     | Primo cittadino               | Partito              | Carica  | Note   |
| ----------- | ----------- | ----------------------------- | -------------------- | ------- | ------ |
| giugno 1985 | giugno 1990 | Valentino Tessari             | Democrazia Cristiana | Sindaco | [ 7 ]  |
| giugno 1990 | aprile 1995 | Giuseppe Dalla Chiara         | Indipendente         | Sindaco | [ 8 ]  |
| aprile 1995 | giugno 1999 | Giamberto Bochese             | Lista Civica         | Sindaco | [ 9 ]  |
| giugno 1999 | giugno 2004 | Giamberto Bochese             | Lista Civica         | Sindaco | [ 10 ] |
| giugno 2004 | giugno 2009 | Lorella Mansoldo in Roncolato | Lista Civica         | Sindaco | [ 11 ] |
| giugno 2009 | maggio 2019 | Roberto Turri                 | Lega Nord            | Sindaco | [ 12 ] |
| maggio 2019 | in carica   | Lorenzo Ruggeroni             | Lega Nord            | Sindaco | [ 12 ] |

### Gemellaggi
- Wackernheim, dal 2000 frazione di Ingelheim am Rhein. Inoltre il comune fa parte del movimento patto dei sindaci [13]

## Sport

### Calcio
La principale squadra di calcio della città è F.C. Roncà che milita in Prima Categoria.